# Eduard Friedrich Schwab
Eduard Friedrich Schwab (16. září 1817 Bruntál ve Slezsku – ?) byl profesor práva v Olomouci a Budapešti.

## Život
Schwab absolvoval gymnázium v Opavě. Následně studoval na Filosofické fakultě a Právnické fakultě olomoucké univerzity. V červenci 1841 byl promován doktorem filosofie a v lednu 1845 doktorem práva. Poté půl roku vyučoval v Jihlavě. Na podzim 1844 přijal místo profesora světových dějin a latinské filologie na filosofické škole v Gorici.
V letech 1851–55 byl profesorem římského a církevního práva na Právnické fakultě olomoucké univerzity. Po jejím uzavření byl přesunut do Budapešti, kde vedl stejnou katedru.
Schwab byl členem Gorické hospodářské společnosti.

## Výběr díla
- SCHWAB, Eduard Friedrich. Flugzeug auf dem Fenster ob sich derjenige des Erbrechtes unwürdig mache, der einen letzten Willen unterschoben hat. Vídeň: Geisinger, 1845. (Zeitschrift für österreichische Rechtsgelehrsamkeit und politische Gesetzkunde. 2, Juli bis December). Dostupné online. Kapitola XIX.. (německy)